# DHL Fastest Lap Award
De DHL Fastest Lap Award is een prijs in de Formule 1, die jaarlijks wordt uitgereikt aan de coureur die dat seizoen de meeste snelste rondes heeft gereden. De prijs is een initiatief van DHL, wereldwijd partner van de Formule 1, en werd in 2007 voor het eerst uitgereikt.
De eerste winnaar van de DHL Fastest Lap Award was Kimi Räikkönen in 2007 met 6 snelste rondes. Anno 2021 heeft Lewis Hamilton het meeste DHL Fastest Lap Awards met een totaal van 6, de eerste won hij in 2014 en de laatste in 2021. Als coureurs aan het einde van het seizoen evenveel snelste rondes hebben, gaat de titel naar de coureur met het hoogste aantal op een na snelste rondes. Als dit ook gelijk is wordt de prijs bepaald op basis van het aantal op twee na snelste ronden.

## Winnaars
| *                | Evenveel snelste ronden als 2e plek     |
| Vetgedrukte naam | Formule 1 wereldkampioen in dat seizoen |

| Jaar | Winnaar           | Nationaliteit       | Constructeur    | Chassis                            | Snelste ronden | Opmerking |
| ---- | ----------------- | ------------------- | --------------- | ---------------------------------- | -------------- | --- |
| 2007 | Kimi Räikkönen*   | Finland             | Ferrari         | Ferrari F2007                      | 6              | Op basis van de op twee na snelste ronden; Räikkönen en Felipe Massa hadden evenveel snelste en op een na snelste ronden. |
| 2008 | Kimi Räikkönen    | Finland             | Ferrari         | Ferrari F2008                      | 10             | |
| 2009 | Sebastian Vettel* | Duitsland           | Red Bull Racing | Red Bull RB5                       | 3              | Op basis van de op een na snelste ronden; Vette en Mark Webber hadden evenveel snelste ronden.                            |
| 2010 | Fernando Alonso*  | Spanje              | Ferrari         | Ferrari F10                        | 5              | Op basis van de op een na snelste ronden; Alonso en Lewis Hamilton hadden evenveel snelste ronden.                        |
| 2011 | Mark Webber       | Australië           | Red Bull Racing | Red Bull RB7                       | 7              | |
| 2012 | Sebastian Vettel  | Duitsland           | Red Bull Racing | Red Bull RB8                       | 6              | |
| 2013 | Sebastian Vettel  | Duitsland           | Red Bull Racing | Red Bull RB9                       | 7              | |
| 2014 | Lewis Hamilton    | Verenigd Koninkrijk | Mercedes        | Mercedes F1 W05 Hybrid             | 7              | |
| 2015 | Lewis Hamilton    | Verenigd Koninkrijk | Mercedes        | Mercedes F1 W06 Hybrid             | 8              | |
| 2016 | Nico Rosberg      | Duitsland           | Mercedes        | Mercedes F1 W07 Hybrid             | 6              | |
| 2017 | Lewis Hamilton    | Verenigd Koninkrijk | Mercedes        | Mercedes AMG F1 W08 EQ Power+      | 7              | |
| 2018 | Valtteri Bottas   | Finland             | Mercedes        | Mercedes AMG F1 W09 EQ Power+      | 7              | |
| 2019 | Lewis Hamilton    | Verenigd Koninkrijk | Mercedes        | Mercedes AMG F1 W10 EQ Power+      | 6              | |
| 2020 | Lewis Hamilton    | Verenigd Koninkrijk | Mercedes        | Mercedes-AMG F1 W11 EQ Performance | 6              | |
| 2021 | Lewis Hamilton*   | Verenigd Koninkrijk | Mercedes        | Mercedes-AMG F1 W12 E Performance  | 6              | Op basis van de op een na snelste ronden; Hamilton en Max Verstappen hadden evenveel snelste ronden.                      |